# Противрадарска ракета
Противрадарска ракета (енгл. ARM - anti-radiation missile) је пројектил конструисан да детектује изворе непријатељског радарског зрачења и да се наводи према њима.